# Thirty Seconds Over Winterland
Thirty Seconds Over Winterland — концертный альбом американской рок-группы Jefferson Airplane, выпущенный в 1973 году на собственном лейбле Grunt Records. Пластинка состоит из записей с нескольких концертов, проведённых в Чикаго и Сан-Франциско в 1972 году.

## Список композиций
| №                   | Название                     | Автор(ы)             | Место и время концерта         | Длительность |
| ------------------- | ---------------------------- | -------------------- | ------------------------------ | ------------ |
| 1.                  | «Have You Seen the Saucers?» | Пол Кантнер          | Winterland, 21 сентября        | 4:15         |
| 2.                  | «Feel So Good»               | Йорма Кауконен       | Winterland, 22 сентября        | 11:10        |
| 3.                  | «Crown of Creation»          | Пол Кантнер          | Chicago Auditorium, 25 августа | 4:05         |
| 4.                  | «When the Earth Moves Again» | Пол Кантнер          | Chicago Auditorium, 25 августа | 4:05         |
| 5.                  | «Milk Train»                 | Слик / Крич / Spotts | Chicago Auditorium, 25 августа | 3:57         |
| 6.                  | «Trial by Fire»              | Йорма Кауконен       | Chicago Auditorium, 24 августа | 5:00         |
| 7.                  | «Twilight Double Leader»     | Пол Кантнер          | Winterland, 21 сентября        | 5:41         |
| Общая длительность: | Общая длительность:          | Общая длительность:  | Общая длительность:            | 38:13        |

| №                   | Название             | Длительность |
| ------------------- | -------------------- | ------------ |
| 8.                  | «Wooden Ships»       | 6:37         |
| 9.                  | «Long John Silver»   | 5:32         |
| 10.                 | «Come Back Baby»     | 7:08         |
| 11.                 | «Lawman»             | 3:14         |
| 12.                 | «Diana / Volunteers» | 6:06         |
| Общая длительность: | Общая длительность:  | 28:37        |

## Участники записи
- Грейс Слик — вокал
- Пол Кантнер — вокал, ритм-гитара
- Йорма Кауконен — соло-гитара, вокал
- Дэвид Фриберг — вокал
- Джек Кэссиди — бас-гитара
- Джон Барбата — барабаны, перкуссия
- Папа Джон Крич  — скрипка